# Сусана Лантері
Сусана Лантері (ісп. Susana Lanteri; 8 травня 1935, Буенос-Айрес — 5 вересня 2021, там само) — аргентинська акторка театру, кіно та телебачення.

## Життєпис
Народилася 8 травня 1935 року у Буенос-Айресі. Акторську майстерність вивчала під керівництвом Хуана Карлоса Гене, Августо Фернандеса та Альберто Уре. 1963 року дебютувала на театральній сцені у п'єсі «Андорра». 1965 року вступила до Аргентинської акторської асоціації. Із 1969 року почала зніматися на телебаченні, а 1971 року дебютувала у кіно, її повна фільмографія налічує понад 50 ролей у фільмах та серіалах. Серед її ролей сеньйора Ольга у теленовелі «Марія» (1985) з Гресією Кольменарес у головній ролі, Елена Крюгер у серіалі «Дітвора» (1997—1998), Інес Сабала у серіалі «Жінки-вбивці» (2006) та інші. Її сценічний доробок вміщує ролі у постановках сучасного та класичного театру — «Єрма» Лорки, «Троянки» Евріпіда, «Гедда Ґаблер» і «Ляльковий дім» Ібсена, та інших. Її останньою появою на сцені стала роль у постановці «Спадщина Естер» 2017 року.
Сусана Лантері померла 5 вересня 2021 року у Буенос-Айресі в 86-річному віці після тривалої хвороби.

## Вибрана фільмографія
| Рік       |    | Українська назва            | Оригінальна назва             | Роль                        |
| --------- | -- | --------------------------- | ----------------------------- | --------------------------- |
| 1974      | ф  | Зрадники                    | Los traidores                 | Аманда / Палома             |
| 1980      | с  | Сеньйорита Андреа           | Señorita Andrea               | Клара                       |
| 1980      | с  | Роза здалеку                | Rosa de lejos                 | Араселі Драго               |
| 1981      | тф | Ромео і Джульєтта           | Romeo y Julieta               | леді Капулетті              |
| 1981      | с  | Бог заплатить тобі          | Dios se lo pague              | Фанні                       |
| 1984      | с  | Сеньйора Ордоньєс           | La señora Ordóñez             | Берта                       |
| 1985      | с  | Марія                       | María de nadie                | Ольга                       |
| 1985      | с  | Барбара Нарваес             | Bárbara Narváez               | Ніколасса                   |
| 1991—1992 | с  | Ви пожнете свій посів       | Cisecharás tu siembra         | Софія Учелло де Спорадо     |
| 1997—1998 | с  | Дітвора                     | Chiquitas                     | Елена Крюгер                |
| 2001      | с  | Зустрічі                    | Encuentros                    | Марікіта Санчес де Томпсон  |
| 2002      | с  | Франко Бонавентура, вчитель | Franco Buenaventura, el profe | Фелісітас Гонсалес Мерканте |
| 2002      | ф  | Вбивче танго                | Assassination tango           | дружина генерала            |
| 2003      | с  | Куточок світла              | Rincón de luz                 | Вікторія дель Солар         |
| 2004      | ф  | Щоденники мотоцикліста      | Diarios de motocicleta        | тітка Росанна               |
| 2004      | с  | Падре Корахе                | Padre Coraje                  | мати Педро Олмоса Рея       |
| 2004      | ф  | Співмешканка                | Cama adentro                  | Меме                        |
| 2004      | с  | Час не зупиняється          | El tiempo no para             | Марія Роса Борда            |
| 2006      | с  | Жінки-вбивці                | Mujeres asesinas              | Інес Сабала                 |
| 2013      | ф  | Шлюб                        | Matrimonio                    | Антонія                     |